# Radissima
Radissima là một chi bướm ngày thuộc họ Lycaenidae.